# 邁恩黑德
邁恩黑德是英國英格蘭薩默塞特郡的一個海岸城鎮和民政教區。這裡在銅器時代和鐵器時代就已經有人居住。當地有兩所小學和一所中學。

## 外部連結
- Minehead Town Council （页面存档备份，存于） (official site)
- Minehead Farmers' Market
- 中的“Minehead”
- The Minehead Meander （页面存档备份，存于）
- 《末日審判書》上的Minehead
- 《末日審判書》上的Alcombe
- Minehead Rotary Club[永久]